# علم الآثار في الأمريكيتين

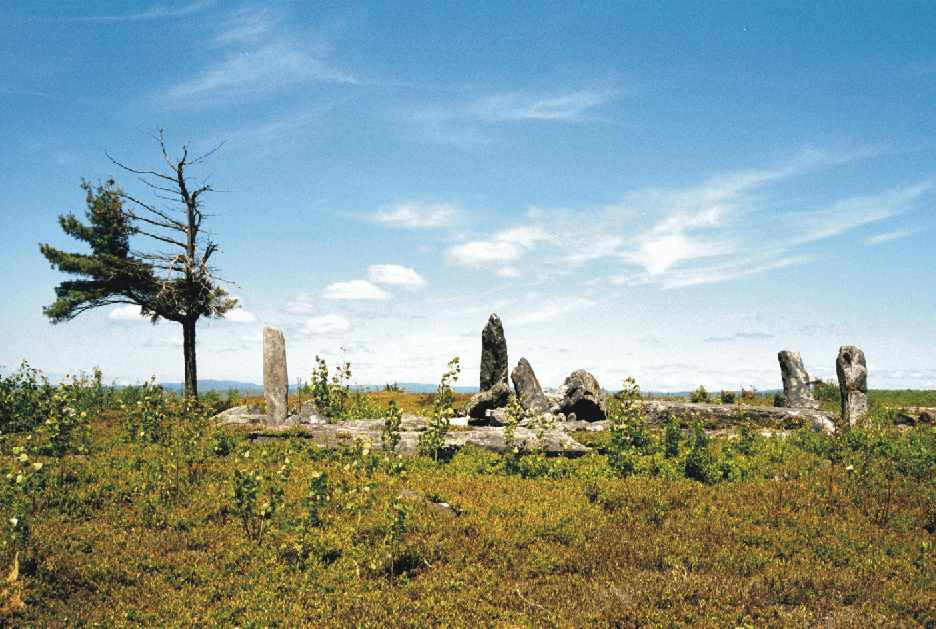
دائرة من الصخور في الولايات المتحدة

علم الآثار في الأمريكيتين هو دراسة علم الآثار في نصف الكرة الغربي، بما في ذلك أمريكا الشمالية (وسط أمريكا)، وأمريكا الوسطى، وأمريكا الجنوبية ومنطقة البحر الكاريبي. ويشمل ذلك دراسة الشعوب الأصلية الأمريكية ما قبل التاريخ/العصر ما قبل الكولومبي، فضلًا عن علم الآثار التاريخي للعصور الأحدث، بما في ذلك تجارة الرقيق عبر المحيط الأطلسي والاستعمار الأوروبي.

## التسلسل الزمني
يُستخدم مصطلح العصر ما قبل الكولومبي عمومًا ليشمل جميع التقسيمات الفرعية للفترة الزمنية في تاريخ الأمريكيتين، والتي تمتد من وقت الاستيطان الأصلي للأمريكيتين في العصر الحجري القديم العلوي حتى الاستعمار الأوروبي للأمريكيتين خلال الحقبة الحديثة المبكرة. في حين يشير المصطلح تقنيًا إلى العصر الذي سبق رحلات كريستوفر كولومبوس من عام 1492 حتى عام 1504، إلا أنه في الممارسة العملية يشمل المصطلح عادةً تاريخ الثقافات الأصلية الأمريكية حتى القرن الثامن عشر أو التاسع عشر. وفي العقود الأخيرة امتدت الدراسات الأثرية لتشمل الأفارقة المستعبدين والسكان المهاجرين الأوروبيين والآسيويين.
قُسم السجل الأثري ما قبل العصر الكولومبي في الأمريكيتين تقليديًا إلى خمس مراحل بناءً على نظام دائم وضعه غوردون ويلي وفيليب فيليبس في كتاب عام 1958 بعنوان المنهج والنظرية في علم الآثار الأمريكي. ويختلف التسلسل الزمني الخاص بهما عن عصور ما قبل التاريخ القديمة في أوروبا وآسيا التي تستخدم نظام العصور الثلاث، مع تقسيم العصر الحجري إلى العصر الحجري القديم والعصر الحجري المتوسط والعصر الحجري الحديث والنحاسي، يليه العصر البرونزي والعصر الحديدي، وبقي التقسيم قيد الاستخدام العام.
جرى تعريف العديد من التقسيمات الإقليمية وشبه الإقليمية منذ ذلك الحين للتمييز بين الثقافات المختلفة عبر الزمان والمكان، حيث أدرك علماء الآثار لاحقًا أن هذه المراحل المعممة لم تتوافق بشكل كافٍ مع التنوع الثقافي الذي كان موجودًا في مواقع مختلفة في الأمريكيتين.
- المرحلة الحجرية

تتحدد بالانتشار الواضح لصيد الحيوانات الكبيرة. في معظم الأماكن يمكن تأريخ المرحلة إلى ما قبل 8000 قبل الميلاد، على الأرجح نحو 16500 قبل الميلاد. وتشمل الأمثلة حضارة كلوفيس ومجموعات تقاليد فولسوم.
- المرحلة القديمة

تتحدد بالجمع المكثف المتزايد للموارد البرية مع تراجع أسلوب حياة صيد الحيوانات الكبيرة. عادةً يمكن تأريخ الثقافات القديمة من 8000 حتى 1000 قبل الميلاد. تشمل الأمثلة الجنوب الغربي القديم، وتقاليد الأدوات الصغيرة في القطب الشمالي، وحضارة بوفرتي بوينت، وحضارة تشان تشان في جنوب تشيلي.
- المرحلة التكوينية

تُعرف بأنها المرحلة التي استندت إلى «الزراعة القروية». ويمكن تأريخ معظم هذه المراحل من عام 1000 قبل الميلاد حتى عام 500 بعد الميلاد. ومن الأمثلة على ذلك حضارة دورست، وحضارة الزابوتيك، وحضارة ميمبريس، وثقافة أولمك، وعصر الغابات، وحضارات المسيسيبي.
- المرحلة الكلاسيكية

تُعرَّف بأنها «الحضارات المبكرة»، ويرجع تاريخها عادةً إلى الفترة بين 500 حتى 1200 ميلادي. اعتبر ويلي وفيليبس أن الحضارات من أمريكا الوسطى وبيرو فقط هي التي حققت هذا المستوى من التعقيد. تشمل الأمثلة حضارة المايا المبكرة وتولتك.
- مرحلة ما بعد الكلاسيكية

تُعرَّف بأنها «الحضارات ما قبل الإسبانية المتأخرة»، ويرجع تاريخها عادةً إلى الفترة من 1200 ميلادي حتى ظهور الاستعمار الأوروبي. وكانت حضارة المايا المتأخرة وحضارة الإنكا وحضارات الآزتك من المرحلة ما بعد الكلاسيكية.
بالنسبة لأمريكا الجنوبية الوسطى والأنديزية، غالبًا اليوم تُصنف الفترات اللاحقة باستخدام مصطلح «الأفق»، حيث يُعادل «الأفق المبكر» عادةً المرحلة التكوينية المتأخرة. و«الأفق» هي فترات الاستقرار الحضاري والوحدة السياسية، مع «الفترات المتوسطة» التي تغطي الانتقال المجزأ سياسيًا بينهما. وفي جبال الأنديز تحدد ثلاث فترات أفق، مع فترتين متوسطتين بينهما. والحضارات السائدة فيه هي: الأفق المبكر، ثقافة تشافين؛ والأفق الأوسط، حضارة تيواناكو وحضارة واري؛ والأفق المتأخر، الإنكا.

## المناطق الرئيسية

### أمريكا الشمالية

#### قانون حماية قبور الأمريكيين الأصليين وإعادة توطينهم (NAGPRA)
منذ عام 1990 في الولايات المتحدة، تأثرت الأبحاث الأنثروبولوجية والأثرية القائمة على دراسة البقايا البشرية بقانون حماية قبور الأمريكيين الأصليين وإعادة توطينهم (NAGPRA)، والذي ينص على تسليم رفاة الأمريكيين الأصليين والمرفقات الجنائزية إلى الهيئة القبلية المعترف بها الأكثر ارتباطًا قانونيًا بالرفاة؛ ولا ينطبق القانون إلا على الرفاة والتحف التي يمكن التعرف عليها ثقافيًا والتي جرى العثور عليها على الأراضي العامة المملوكة للحكومة الفيدرالية. وفي بعض الحالات، ولا سيما حالة رفاة رجل كينيويك، كانت هذه القوانين خاضعة لتدقيق قضائي دقيق وصراع فكري كبير.

### وسط أمريكا
وسط أمريكا هو منطقة ثقافية في الأمريكيتين، تمتد تقريبًا من وسط المكسيك حتى هندوراس ونيكاراغوا، حيث ازدهرت عدد من المجتمعات ما قبل العصر الكولومبي وقبل الاستعمار الإسباني للأمريكيتين في القرنين الخامس عشر والسادس عشر. وتتميز المجموعات ما قبل التاريخية في هذه المنطقة بالقرى الزراعية والعواصم الشعائرية والسياسية الدينية الكبيرة، وتضمنت هذه المنطقة الثقافية بعضًا من أكثر الثقافات تعقيدًا وتقدمًا في الأمريكيتين، بما في ذلك الأولمك وتيوتيهواكان والمايا والآزتك، أقوى قبيلة في وسط أمريكا خلال عصرهم.

### أمريكا الجنوبية
تشمل المجتمعات المهمة في أمريكا الجنوبية حضارات موتشي، والإنكا، وواري.
تشمل المواقع الأثرية المهمة في أمريكا الجنوبية: تشافين دي هوانتار، وبيكيلاكتا، وماتشو بيتشو، وتيواناكو، ومونتي فيردي، ومواقع وادي أوبانو.

### أمريكا الوسطى
أمريكا الوسطى هي منطقة ثقافية تقع في الأمريكيتين جنوب وسط أمريكا وتمتد من نيكاراغوا إلى الحدود الجنوبية لبنما. وتشمل المواقع المهمة كرات كوستاريكا الحجرية.

## علم الوراثة الأثري
تشير دراسة علم الوراثة الجزيئي إلى أن السكان الأمريكيين الأصليين الباقين هم نسل مجموعة سكانية مؤسسة واحدة نظريًا، ربما من 50 حتى 70 مساهمًا وراثيًا فقط. وأظهرت الأبحاث الأولية، التي اقتصرت على 9 مناطق جينية فقط (أو موقع صبغوي) ارتباطًا وراثيًا بين السكان الأصليين في الأمريكيتين وآسيا. ولا تتناول الدراسة مسألة الهجرات المنفصلة لهذه المجموعات، وتستبعد مجموعات بيانات الحمض النووي الأخرى.
نشرت المجلة الأمريكية لعلم الوراثة البشرية مقالًا في عام 2007 جاء فيه «هنا نُظهر، باستخدام 86 مجموع وراثي للميتوكندريون، أن جميع المجموعات الفردانية الأمريكية الأصلية، بما في ذلك النمط الاجتماعي X (mtDNA)، كانت جزءًا من مجموعة سكانية مؤسسة واحدة». وربما تظهر مجموعات الأمريكيين الأصليين في منطقة مضيق بيرينغ أقوى علاقات الحمض النووي أو الحمض النووي للميتوكوندريا بالشعوب السيبيرية. وتزداد التنوعات الجينية للمجموعات الأصلية الأمريكية الهندية مع المسافة من نقطة الدخول المفترضة إلى الأمريكيتين. وتشير أنماط التنوع الجيني معينة من الغرب إلى الشرق إلى بعض أحداث الهجرة الساحلية على الأقل. وقدر علماء الوراثة بشكل مختلف أن شعوب آسيا والأمريكيتين كانت جزءًا من نفس السكان من 42,000 حتى 21,000 سنة مضت.

## وصلات خارجية
- علم الآثار في الأمريكيتين.